# Rivera (Familienname)
Rivera ist ein spanischer Familienname.

## Namensträger

### A
- Albert Rivera (* 1979), spanischer Anwalt und Politiker (Ciudadanos)
- Alberto Romero Rivera (1935–1997), spanischer Jesuit
- Alberto Rivera Pizarro (* 1978), spanischer Fußballspieler
- Alexander Rivera Vielma (* 1974), venezolanischer Geistlicher, Bischof von San Carlos de Venezuela
- Alexis Rivera Curet (* 1982), puerto-ricanischer Fußballspieler
- Alfredo Vásquez Rivera (* 1965), guatemaltekischer Diplomat
- Andrés Rivera (1928–2016), argentinischer Journalist und Schriftsteller
- Angélica Rivera (* 1969), mexikanische Schauspielerin
- Annia Rivera (* 1991), kubanische Wasserspringerin
- Antonio Rivera (1963–2005), puerto-ricanischer Boxer
- Antonio Rivera Cabezas (1785–1851), guatemaltekischer Politiker, Staatschef 1831
- Arturo Rivera y Damas (1923–1994), salvadorianischer Geistlicher, Erzbischof von San Salvador
- Aurelio Rivera (* 1965), mexikanischer Fußballspieler und -trainer

### B
- Bernabé Rivera (Fußballspieler) (* 1900), paraguayischer Fußballspieler
- Bernardino Rivera Álvarez (1925–2010), bolivianischer Geistlicher, Weihbischof in Potosí
- Brandon Rivera (* 1996), kolumbianischer Radrennfahrer
- Brent Rivera (* 1998), US-amerikanischer Social Media Star und Schauspieler

### C
- Carlos Rivera (Boxer), venezolanischer Boxer
- Carlos Rivera, Geburtsname von Carl Blaze (1976–2006), US-amerikanischer DJ
- Carlos Rivera (Sänger) (Carlos Rivera Guerra; * 1986), mexikanischer Sänger
- Carlos Manuel Rivera (* 1978), US-amerikanischer Boxer
- Carmen Rivera (* 1974), deutsches Fotomodell und Domina
- Cecilia Rivera, Schauspielerin
- Chita Rivera (1933–2024), US-amerikanische Tänzerin und Schauspielerin
- Coryn Rivera (* 1992), US-amerikanische Radrennfahrerin, siehe Coryn Labecki
- Cristina Rivera Garza (* 1964), mexikanische Soziologin, Historikerin und Schriftstellerin

### D
- Damian Rivera (* 2002), US-amerikanisch-costa-ricanisch-guatemaltekischer Fußballspieler
- Danny Rivera (* 1945), puerto-ricanischer Sänger
- David Rivera (* 1965), US-amerikanischer Politiker
- Diego Rivera (1886–1957), mexikanischer Maler
- Diego Rivera (Musiker) (* 1977), US-amerikanischer Jazzmusiker
- Doriana Rivera (* um 1980), peruanische Badmintonspielerin

### E
- Edgar Rivera (* 1991), mexikanischer Leichtathlet
- Edgardo Rivera (* 1978), puerto-ricanischer Tennisspieler
- Elena Rivera (* 1992), spanische Schauspielerin
- Emilio Rivera (* 1961), US-amerikanischer Schauspieler
- Evelin Rivera (* 1997), kolumbianische Leichtathletin

### F
- Felipe Rivera (* 1971), chilenischer Tennisspieler
- Fernanda Rivera (* 1991), mexikanische Handballspielerin
- Fernando Rivera y Moncada († 1781), spanischer Kolonialgouverneur
- Fernando de la Puente y Primo de Rivera (1808–1867), spanischer Geistlicher, Erzbischof von Burgos
- Filiberto Rivera (* 1982), puerto-ricanischer Basketballspieler
- Francesco Rivera, italienischer Radrennfahrer
- Francisco Rivera (Fußballspieler) (Francisco Israel Rivera Dávalos; * 1994), mexikanischer Fußballspieler
- Francisco Rivera Pérez (1948–1984), spanischer Torero
- Francisco Daniel Rivera Sánchez (1955–2021), mexikanischer Ordensgeistlicher, Weihbischof in Mexiko-Stadt
- Frank Rivera (Francisco Rivera Paniagua; 1928–2013), puerto-ricanischer Leichtathlet

### G
- Gabriela Rivera (* 2001), guatemaltekische Tennisspielerin
- Geraldo Rivera (* 1943), US-amerikanischer Rechtsanwalt, Journalist und Moderator
- Gianni Rivera (* 1943), italienischer Fußballspieler und Politiker
- Gilberto Rivera (* 1977), puerto-ricanischer Tennisspieler
- Gilberto Rodríguez Rivera (* 1943), mexikanischer Fußballtorwart
- Gonzalo de Jesús Rivera Gómez (1933–2019), kolumbianischer Geistlicher, Weihbischof in Medellín
- Gustavo Rivera (* 1993), puerto-ricanischer Fußballspieler

### H
- Héctor Manuel Rivera Pérez (1933–2019), puerto-ricanischer Geistlicher, Weihbischof von San Juan de Puerto Rico
- Hernán Rivera Letelier (* 1950), chilenischer Schriftsteller
- Hezly Rivera (* 2008), US-amerikanische Turnerin
- Hugo Ernst Rivera (1888–nach 1951), bolivianischer Unternehmer und Diplomat

### I
- Ismael Rivera (1931–1987), puerto-ricanischer Sänger
- Ismael Rivera (Bogenschütze) (* 1951), puerto-ricanischer Bogenschütze

### J
- Jenni Rivera (1969–2012), mexikanisch-amerikanische Sängerin
- Jerry Rivera (* 1973), puerto-ricanischer Salsasänger
- Joaquín Rivera Bragas (1795–1845), honduranischer Politiker, Staatschef der Provinz Honduras 1833 bis 1836
- John Rivera (* 1998), puerto-ricanischer Leichtathlet
- Johnny Rivera, puerto-ricanischer Salsamusiker
- Jonas Rivera (* 1971), US-amerikanischer Filmproduzent, Schauspieler und Synchronsprecher
- Jonathan Rivera Vieco (* 1979), spanischer Handballspieler
- José Rivera (Leichtathlet), kolumbianischer Leichtathlet
- José Rivera (Autor) (* 1955), puerto-ricanischer Dramatiker und Drehbuchautor
- José Rivera (Skispringer) (* 1962), spanischer Skispringer
- José Rivera (Fußballspieler, 1963) (* 1963), ecuadorianischer Fußballspieler
- José Rivera (Volleyballspieler) (* 1977), puerto-ricanischer Volleyballspieler
- José Rivera (Fußballspieler, 1986) (* 1986), mexikanischer Fußballspieler
- José Rivera (Fußballspieler, 1997) (* 1997), peruanischer Fußballspieler
- Jose Antonio Rivera (* 1973), US-amerikanischer Boxer
- José Antonio Primo de Rivera (1903–1936), spanischer Politiker
- José Eustasio Rivera (1888–1928), kolumbianischer Schriftsteller
- José Fructuoso Rivera (1784–1854), uruguayischer General und Politiker, Präsident 1830 bis 1834 und 1839 bis 1843
- José Luis Garcés Rivera (* 1981), panamaischer Fußballspieler
- Josh Andrés Rivera (* 1995), US-amerikanischer Schauspieler
- Josué Rivera (Josué Manuel Rivera Arévalo, * 1999), salvadorianischer Fußballspieler
- Juan Rivera (Entdecker) (Juan Maria Antonio Rivera), spanischer Entdecker
- Juan Rivera (Radsportler), kubanischer Radrennfahrer
- Juan Rivera (Fußballspieler) (Juan Pascual Renato Rivera Salgado; * 1959), chilenischer Fußballspieler
- Juan Rivera (Baseballspieler) (Juan Luis Rivera; * 1978), venezolanischer Baseballspieler
- Juan Rivera (Sportschütze) (* 1997), kolumbianischer Sportschütze
- Juan Carlos Vera Rivera (* 1960), chilenischer Fußballspieler
- Julio Adalberto Rivera Carballo (1921–1973), salvadorianischer Politiker, Präsident 1962 bis 1967

### K
- Kevin Rivera (* 1998), costa-ricanischer Radrennfahrer

### L
- Leyton Rivera (* 2001), norwegischer Tennisspieler
- Lo Rivera (* 1988), deutsch-nicaraguanische Schauspielerin
- Luis Rivera (Baseballspieler) (* 1964), puerto-ricanischer Baseballspieler und -trainer
- Luis Rivera (Turner) (* 1986), puerto-ricanischer Turner
- Luis Rivera (Leichtathlet) (* 1987), mexikanischer Weitspringer
- Luís Armando Rivera (1901–1986), dominikanischer Komponist, Pianist und Geiger
- Luis Armando Tineo Rivera (* 1948), venezolanischer Geistlicher, Bischof von Carora
- Luis Hierro Rivera († nach 1945), uruguayischer Politiker und Journalist, siehe Luis Hierro
- Luis Miranda Rivera (* 1954), puerto-ricanischer Ordensgeistlicher, Bischof von Fajardo-Humacao
- Luis Muñoz Rivera (1859–1916), puerto-ricanischer Dichter, Journalist und Politiker
- Luis Niño de Rivera (* 1946), mexikanischer Wasserspringer und Bankmanager

### M
- Mabel Rivera (* 1952), spanische Schauspielerin
- Manuel Rivera (Künstler) (1927–1995), spanischer Maler
- Manuel Rivera (Leichtathlet) (* 1934), puerto-ricanischer Sprinter
- Manuel Rivera-Ortiz (* 1968), US-amerikanischer Fotograf
- Manuel Rivera y Muñoz (1859–1914), mexikanischer Geistlicher, Bischof von Querétaro
- Mariano Rivera (* 1969), panamaischer Baseballspieler
- Mariano Rivera Paz (1804–1849), guatemaltekischer Politiker, Präsident 1839 bis 1841 und 1842 bis 1844
- Marika Rivera (1919–2010), französische Schauspielerin
- Mario Rivera (Musiker) (Mario Antonio Rivera Manzanillo, 1939–2007), dominikanischer Musiker
- Mario Rivera (Fußballtrainer) (Mario Rivera Campesino, * 1977), spanischer Fußballtrainer
- Mario Rivera (Volleyballspieler) (Mario Luis Rivera Sanchez, * 1982), kubanischer Volleyballspieler
- Mario Orozco Rivera (1930–1998), mexikanischer Maler
- Mark Rivera (* 1953), US-amerikanischer Rockmusiker und Musikregisseur
- Marta Rivera de la Cruz (* 1970), spanische Schriftstellerin, Politikerin und Journalistin
- Maso Rivera (1927–2001), puerto-ricanischer Komponist, Cuatrospieler und Musikpädagoge, siehe Tomás Rivera Morales
- Mauricio Rivera (* 2004), bolivianischer Leichtathlet
- Maxence Rivera (* 2002), französischer Fußballspieler
- Mayra Rivera (* 1968), US-hispanische Theologin
- Mica Rivera (* 2000), peruanisch-US-amerikanische Langstreckenläuferin
- Miguel Primo de Rivera (1870–1930), spanischer General und Diktator
- Miguel Primo de Rivera y Sáenz de Heredia (1904–1964), spanischer Diplomat

### N
- Naya Rivera (1987–2020), US-amerikanische Schauspielerin
- Nedi Rivera (* 1946), US-amerikanische Geistliche, Bischöfin von Eastern Oregon
- Neftalí Rivera (1948–2017), puerto-ricanischer Basketballspieler
- Nelson Rivera (1991–2010), salvadorianischer Fußballspieler
- Nemesio Rivera Meza (1918–2007), peruanischer Geistlicher, Bischof von Cajamarca
- Norberto Rivera Carrera (* 1942), mexikanischer Geistlicher, Erzbischof von Mexiko-Stadt

### O
- Olatz Rivera Olmedo (* 1996), spanische Fußballschiedsrichterin
- Óscar Rivera (* 1989), kolumbianischer Radrennfahrer
- Oscar López Rivera (* 1943), puerto-ricanischer Aktivist

### P
- Pablo Hernández Rivera (* 1991), puerto-ricanischer Politiker
- Paquito D’Rivera (* 1948), kubanischer Jazzmusiker
- Pascual Benjamín Rivera Montoya (* 1964), mexikanischer Ordensgeistlicher, Prälat von Huamchuco
- Payo Enríquez de Rivera († 1684), spanischer Geistlicher, Erzbischof von Mexiko und Vizekönig von Neuspanien
- Pedro Rivera Toledo (1942–2025), puerto-ricanischer Komponist, Arrangeur, Saxophonist und Dirigent
- Pedro José Rivera Mejía (1906–1987), kolumbianischer römisch-katholischer Geistlicher
- Pilar Primo de Rivera (1907–1991), spanische Politikerin der faschistischen Partei Falange

### R
- Rafael Rivera (1925–1991), mexikanischer Fußballspieler
- Rafael Rivera (Scout), mexikanischer Scout
- Ray Rivera (* 1929), US-amerikanischer Jazzmusiker, Sänger und Songwriter
- Renata Flores Rivera (* 2001), peruanische Sängerin
- Renato Rivera (* 1985), mexikanischer Fußballspieler
- René Rivera (* 1983), US-amerikanischer Baseballspieler
- Reynaldo Rivera (* 1978), philippinischer Dartspieler
- Ricardo Rivera (Tennisspieler) (* 1961), argentinischer Tennisspieler
- Ricardo Rivera (Fußballspieler) (Ricardo Emmanuel Rivera de León, * 1997), puerto-ricanischer Fußballspieler
- Ricardo Rivera Schreiber (1892–1969), peruanischer Diplomat und Politiker
- Robbie Rivera (* 1973), puerto-ricanischer DJ
- Rodrigo Rivera (Politiker) (* 1963), kolumbianischer Politiker
- Rodrigo Rivera (Fußballspieler, 1983) (* 1983), chilenischer Fußballspieler
- Rodrigo Rivera (Fußballspieler, 1993) (* 1993), salvadorianischer Fußballspieler
- Ron Rivera (* 1962), US-amerikanischer American-Football-Trainer
- Rubén Rivera (* 1985), spanischer Fußballspieler

### S
- Sergio Lopez-Rivera (* 1967), spanischer Maskenbildner
- Sergio Obeso Rivera (1931–2019), mexikanischer Geistlicher, Erzbischof von Jalapa
- Silvia Rivera Cusicanqui (* 1949), bolivianische Soziologin und Historikerin
- Sylvia Rivera (1951–2002), US-amerikanische LGBT-Aktivistin

### T
- Teodoro Gómez Rivera (* 1963), honduranischer Geistlicher, Bischof von Choluteca
- Tomás González Rivera (Tomás; * 1963), spanischer Fußballspieler
- Tomás Rivera Morales (1927–2001), puerto-ricanischer Komponist, Cuatrospieler und Musikpädagoge
- Tulio Omar Pérez Rivera (* 1977), guatemaltekischer römisch-katholischer Geistlicher, Weihbischof von Santiago de Guatemala

### U
- Urbano Rivera (1926–2002), uruguayischer Fußballspieler

### V
- Valero Rivera López (* 1953), spanischer Handballspieler und -trainer
- Valero Rivera (Handballspieler, 1985) (Valero Rivera Folch; * 1985), spanischer Handballspieler

### W
- Walther Klug Rivera (* 1951), deutsch-chilenischer Ex-Offizier
- Wilfredo Rivera (* 2003), puerto-ricanischer Fußballspieler
- William Ernesto Iraheta Rivera (* 1962), salvadorianischer Geistlicher, Bischof von Santiago de María
- Wilma Rivera, puerto-ricanisch-kubanische Schauspielerin, Synchronsprecherin und Filmschaffende

### Y
- Yankiel Rivera (* 1997), puerto-ricanischer Boxer

### Z
- Zuleyka Rivera Mendoza (* 1987), puerto-ricanisches Model